# Ferrari F2004
De Ferrari F2004 is de 50ste eenzitter van Scuderia Ferrari waarmee werd deelgenomen aan het seizoen 2004 in de Formule 1.  Een van de ontwerpers van de auto was de Britse autotechnicus Ross Brawn en het bracht Ferrari de veertiende constructeurstitel. Tevens werd Michael Schumacher voor de zevende maal wereldkampioen in de auto.
De wagen was zeer dominant en won 15 van de 18 races. Rubens Barrichello was de tweede rijder naast Schumacher.

## Formule 1-resultaten
| Resultaat                     |
| ----------------------------- |
| Winnaar                       |
| Tweede plaats                 |
| Derde plaats                  |
| Gefinisht (punten)            |
| Gefinisht (geen punten)       |
| Niet geklasseerd (NC)         |
| Uitgevallen (DNF)             |
| Niet gekwalificeerd (DNQ)     |
| Gediskwalificeerd (DSQ)       |
| Niet gestart (DNS)            |
| Gewond (INJ)                  |
| Uitgesloten (EX)              |
| Teruggetrokken (WD)           |
| Niet deelgenomen (blanco cel) |
| vetgedrukt (pole position)    |
| cursief (snelste ronde)       |

| Jaar | Chassis        | Motor       | Banden | Coureurs           | 1   | 2   | 3                            | 4                            | 5                            | 6                            | 7                            | 8                            | 9                            | 10                           | 11                           | 12                           | 13                           | 14                           | 15                           | 16                           | 17                           | 18                           | 19                           | Punten | WK-plaats |
| ---- | -------------- | ----------- | ------ | ------------------ | --- | --- | ---------------------------- | ---------------------------- | ---------------------------- | ---------------------------- | ---------------------------- | ---------------------------- | ---------------------------- | ---------------------------- | ---------------------------- | ---------------------------- | ---------------------------- | ---------------------------- | ---------------------------- | ---------------------------- | ---------------------------- | ---------------------------- | ---------------------------- | ------ | --------- |
| 2004 | Ferrari F2004  | Ferrari V10 | B      |                    | AUS | MAL | BHR                          | SMR                          | SPA                          | MON                          | EUR                          | CAN                          | USA                          | FRA                          | GBR                          | DUI                          | HON                          | BEL                          | ITA                          | CHN                          | JPN                          | BRA                          |                              | 262    | Goud      |
| 2004 | Ferrari F2004  | Ferrari V10 | B      | Michael Schumacher | 1   | 1   | 1                            | 1                            | 1                            | DNF                          | 1                            | 1                            | 1                            | 1                            | 1                            | 1                            | 1                            | 2                            | 2                            | 12                           | 1                            | 7                            |                              | 262    | Goud      |
| 2004 | Ferrari F2004  | Ferrari V10 | B      | Rubens Barrichello | 2   | 4   | 2                            | 6                            | 2                            | 3                            | 2                            | 2                            | 2                            | 3                            | 3                            | 12                           | 2                            | 3                            | 1                            | 1                            | DNF                          | 3                            |                              | 262    | Goud      |
| 2005 | Ferrari F2004M | Ferrari V10 | B      |                    | AUS | MAL | BHR                          | SMR                          | SPA                          | MON                          | EUR                          | CAN                          | USA                          | FRA                          | GBR                          | DUI                          | HON                          | TUR                          | ITA                          | BEL                          | BRA                          | JPN                          | CHN                          | 100    | Brons     |
| 2005 | Ferrari F2004M | Ferrari V10 | B      | Michael Schumacher | DNF | 7   | Gereden met de Ferrari F2005 | Gereden met de Ferrari F2005 | Gereden met de Ferrari F2005 | Gereden met de Ferrari F2005 | Gereden met de Ferrari F2005 | Gereden met de Ferrari F2005 | Gereden met de Ferrari F2005 | Gereden met de Ferrari F2005 | Gereden met de Ferrari F2005 | Gereden met de Ferrari F2005 | Gereden met de Ferrari F2005 | Gereden met de Ferrari F2005 | Gereden met de Ferrari F2005 | Gereden met de Ferrari F2005 | Gereden met de Ferrari F2005 | Gereden met de Ferrari F2005 | Gereden met de Ferrari F2005 | 100    | Brons     |
| 2005 | Ferrari F2004M | Ferrari V10 | B      | Rubens Barrichello | 2   | DNF | Gereden met de Ferrari F2005 | Gereden met de Ferrari F2005 | Gereden met de Ferrari F2005 | Gereden met de Ferrari F2005 | Gereden met de Ferrari F2005 | Gereden met de Ferrari F2005 | Gereden met de Ferrari F2005 | Gereden met de Ferrari F2005 | Gereden met de Ferrari F2005 | Gereden met de Ferrari F2005 | Gereden met de Ferrari F2005 | Gereden met de Ferrari F2005 | Gereden met de Ferrari F2005 | Gereden met de Ferrari F2005 | Gereden met de Ferrari F2005 | Gereden met de Ferrari F2005 | Gereden met de Ferrari F2005 | 100    | Brons     |
| Jaar | Chassis        | Motor       | Banden | Coureurs           | 1   | 2   | 3                            | 4                            | 5                            | 6                            | 7                            | 8                            | 9                            | 10                           | 11                           | 12                           | 13                           | 14                           | 15                           | 16                           | 17                           | 18                           | 19                           | Punten | WK-plaats |

### Eindstand coureurskampioenschap

#### 2004
- Michael Schumacher: 1e (148pnt)
- Rubens Barrichello: 2e (114pnt)

#### 2005
- Michael Schumacher: 3e (62pnt*)
- Rubens Barrichello: 8e (38pnt*)

* Michael Schumacher scoorde 2 punten met de Ferrari F2004M en Rubens Barrichello 8 punten. De overige 90 punten werden behaald met de Ferrari F2005